# پیتر کاپونو
پیتر کاپونو (انگلیسی: Peter of Capua; تاریخ ورودی نامعتبر است – ۳۰ آوریل ۱۲۱۴)، فیلسوف، کاردینال و نماینده اینوسنت سوم برای ایجاد توافقی بین ریچارد یکم و فیلیپ دوم بود. همچنین وی در جنگ صلیبی چهارم نیز نقش داشت.